# Liste der höchsten Bauwerke in Osnabrück
Dieser Artikel sammelt die höchsten Bauwerke der Stadt Osnabrück.

## Liste der Bauwerke
|      | Art                       | Bezeichnung, Stadtteil             | Höhe in m         | Etagen | Baujahr             | Anmerkungen                          | Foto |
| ---- | ------------------------- | ---------------------------------- | ----------------- | ------ | ------------------- | ------------------------------------ | ---- |
| 01.  | Fernmeldeturm Osnabrück 8 | Schinkelturm (Osnabrück), Schinkel | 158 m             |        | 1976–1977           |                                      |      |
| 02.  | Kamin                     | Kamin des Felix Schöller Werkes    | 110 m             |        |                     |                                      |      |
| 03.  | Windkraftanlagen          | Piesberg, Pye                      | 109 m (Nabenhöhe) |        | 2010                | Auf dem höchsten Punkt von Osnabrück |      |
| 04.  | Kirchturm                 | St. Katharinen, Innenstadt         | 103 m             |        | 1950 (Wiederaufbau) |                                      |      |
| 05.  | Industrieturm             | Volkswagen Osnabrück, Fledder      | 81 m              |        |                     | Turm der Lackierhalle                |      |
| 05.  | Kirchturm                 | St. Marien, Innenstadt             | 81 m              |        | 1950 (Wiederaufbau) |                                      |      |
| 06.  | Hochhaus                  | Iduna-Hochhaus, Innenstadt         | 67 m              | 21     | 1973–1974           | Höchstes Wohnhaus                    |      |
| 07.  | Kirchturm                 | St. Joseph, Schölerberg            | 65 m              |        | 1913–1922           |                                      |      |
| 08.  | Kirchturm                 | St. Johann, Innenstadt             | 57 m              |        |                     |                                      |      |
| 09.  | Kirchturm                 | Pauluskirche, Schinkel             | 53 m              |        |                     |                                      |      |
| 010. | Kirchturm                 | Dom St. Peter, Innenstadt          | 51 m              |        |                     |                                      |      |
| 011. | Kirchturm                 | Herz-Jesu-Kirche, Innenstadt       | 47 m              |        | 1898–1902           |                                      |      |

## Abgegangene Bauwerke
|     | Art                 | Bezeichnung, Stadtteil   | Höhe in m | Etagen | Zeitraum  | Anmerkungen | Foto |
| --- | ------------------- | ------------------------ | --------- | ------ | --------- | ----------- | ---- |
| 01. | Scheibengasbehälter | Dicker Ulsmann, Gartlage | 75 m      |        | 1955–1972 |             |      |